# Garfield County, Colorado
Garfield County är ett administrativt område i delstaten Colorado, USA, med 56 389 invånare. Den administrativa huvudorten (county seat) är Glenwood Springs. 

## Geografi
Enligt United States Census Bureau så har countyt en total area på 7 655 km². 7 632 km² av den arean är land och 23 km² är vatten. 

### Angränsande countyn
- Rio Blanco County, Colorado - nord
- Routt County, Colorado - nordöst
- Eagle County, Colorado - öst
- Pitkin County, Colorado - sydöst
- Mesa County, Colorado - syd
- Grand County, Utah - sydväst
- Uintah County, Utah - nordväst